# لوري روبنسون
لوري روبنسون (بالإنجليزية: Lori Robinson)‏ هي ضابطة أمريكية، ولدت في 1959 في تكساس في الولايات المتحدة.

## وصلات خارجية
- لوري روبنسون على موقع الموسوعة البريطانية (الإنجليزية)